# Паньківський ліс (заповідне урочище)
Па́ньківський ліс — заповідне урочище в Україні. Розташоване в межах Козелецького району Чернігівської області, на південний схід від села Красилівка. 
Площа 207 га. Статус присвоєно згідно з рішенням Чернігівської обласної ради від 14.05.1999 року. Перебуває у віданні ДП «Остерський лісгосп» (Олишівське л-во, кв. 67-71). 
Статус присвоєно для збереження лісового масиву з високопродуктивними насадженнями дуба. У домішку — сосна, береза, вільха. 